# Mapul
MAPMYself (произносится как «мэпмайсэ́лф») — онлайн-сервис для создания рукописных интеллект-карт, визуализации идей и презентации их во всемирной сети Internet. Проект также известен под своим прежним названием Mapul (произносится как «мэ́пал»). В своей основе сервис использует технологию Silverlight 3.0 (поддерживается с помощью плагинов в браузерах Microsoft Internet Explorer и Opera).

## История

### Mapul 1.0
Первая версия проекта Mapul создана 17 мая 2007 года с момента регистрации домена mapul.com. На тот момент сервис функционировал на базе только что выпущенной компанией Microsoft платформы Silverlight 1.0. Сервис содержал множество недостатков и ошибок, однако после публикации статьи о Mapul блогером Чаком Фреем (Chuck Frey), также публикующим книги по mind map инструментам, проект начинает становиться узнаваемым. Это был начальный этап становления проекта, который продолжался до конца 2007 года и завершился созданием версии 2.0.

### Mapul 2.0
На тот момент сервис имел несколько интересных особенностей, среди которых рукописный стиль карт и многоязычный интерфейс. Текст повторял форму ветвей, что не имело на тот момент аналогов среди веб приложений такого типа. Многоязычность карт позволяет создавать карты даже на арабском языке. Среди существенных недостатков можно отметить отсутствие возможности коллективного создания карт и отсутствие возможности отката произведённой операции. Также на сайте отсутствует какая либо справочная информация о продукте.
С октября 2008 года проект Mapul 2.0 был временно заморожен, была закрыта платная регистрация и сервис временно перестал быть коммерческим.
Проект участвовал в конкурсе Silverlight European Challenge, организованном компанией Microsoft, и победил в российском этапе конкурса.

### MAPMYself 1.0 (aka Mapul 3.5)
С ноября 2008 года идет разработка новой версии проекта под новым именем MAPMYself.
Дата выхода первой версии MAPMYself (10 июля 2009 года) совпадает с выходом третьей версии релиза технологии Microsoft Silverlight, на базе которой он и реализован в настоящий момент.
Из новинок следует отметить то, что в MAPMYself появилась возможность отката произведенной операции, многострочный текст, возможность сохранять и открывать интеллект карты с жесткого диска компьютера и множество других особенностей. Одной из особенностей сервиса является то, что он может быть установлен непосредственно на компьютер прямо из браузера и в дальнейшем функционировать без его участия. Это стало возможно благодаря появлению в Microsoft Silverlight 3.0 технологии Out-Of-Browser, позволяющей создавать приложения такого типа.
Кроме того, разработчики сделали возможным использование сервиса без регистрации в демонстрационном режиме. Этот режим может быть запущен даже если сервис установлен в виде внебраузерного приложения и при отсутствии активного интернет - подключения.
Ещё одной новинкой становится визуализатор интеллект карт, позволяющий просматривать интеллект карты, созданные в MAPMYself и проводить пошаговую и автоматическую презентацию, визуализированных при помощи этих карт, идеи в онлайн. Визуализатор работает во всех основных интернет браузерах.
Сервис поддерживается всеми наиболее известными браузерами Microsoft Internet Explorer, Mozilla Firefox, Opera, Safari и Google Chrome.

## Условия использования
Среди условий использования в лицензионном соглашении содержится: «Вы не имеете права создавать или использовать любые программные и аппаратные средства, … любые сторонние автоматизированные устройства и программное обеспечение для работы с сервисом Mapul, помимо лицензированных для Windows и Mac платформ веб-браузеров.»